# Hullámos tinamu
A hullámos tinamu (Crypturellus undulatus) a tinamualakúak (Tinamiformes) rendjébe, ezen belül a tinamufélék (Tinamidae) családjába tartozó faj.

## Rendszerezése
A fajt Coenraad Jacob Temminck holland zoológus írta le 1815-ben, a Tinamus nembe Tinamus undulatus néven.

## Alfajai
- Crypturellus undulatus adspersus (Temminck, 1815)
- Crypturellus undulatus manapiare Phelps & Phelps, 1952
- Crypturellus undulatus simplex (Salvadori, 1895)
- Crypturellus undulatus undulatus (Temminck, 1815)
- Crypturellus undulatus vermiculatus (Temminck, 1825)
- Crypturellus undulatus yapura (Spix, 1825)[2]

## Előfordulása
Dél-Amerika északi és középső részén, Argentína, Brazília, Bolívia, Kolumbia, Ecuador, Francia Guyana, Guyana, Paraguay, Peru és Venezuela területén honos. 
Természetes élőhelyei a szubtrópusi és trópusi síkvidéki esőerdők, száraz erdők, szavannák és cserjések. Állandó, nem vonuló faj.

## Megjelenése
Testhossza 32 centiméter, testtömege 462–569 gramm. Vékony pikkelyes lába, csupasz nyaka, kicsi feje és súlyos teste van. Tollazatára a hullámos mintázat a jellemző.

## Életmódja
Kisebb gyümölcsökkel, magvakkal és rovarokkal táplálkozik.

## Szaporodása
Fészekalja 4-5 tojásból áll, melyen átlag 17 napig kotlik.

## Természetvédelmi helyzete
Az elterjedési területe rendkívül nagy, egyedszáma viszont csökken, de még nem éri el a kritikus szintet. A Természetvédelmi Világszövetség Vörös listáján nem fenyegetett fajként szerepel.